# Xmabén
Xmabén es una localidad del estado mexicano de Campeche. Es parte del municipio de Hopelchén.

## Toponimia
El nombre de la localidad tiene dos posibles significados de origen maya. Una hipótesis es que proviene de los términos x, femenino; maben, caja de madera. Su significado sería «la caja de madera». Otra hipótesis apunta a que sería el nombre de una de sus primera pobladoras, x'ma, señora; ben, apócope de Benita. Su significado sería «Doña Benita».

## Demografía
| Gráfica de evolución demográfica |
|                                  |

| Censo | Población |
| ----- | --------- |
| 1910  | 113       |
| 1921  | 137       |
| 1930  | 198       |
| 1940  | 226       |
| 1950  | 288       |
| 1960  | 293       |
| 1970  | 394       |
| 1980  | 369       |
| 1990  | 675       |
| 2000  | 941       |
| 2010  | 1,228     |
| 2020  | 1,366     |